# Никиткино (Самарская область)
Ники́ткино (чув. Кивӗ Ӳсмел) — село в Камышлинском районе Самарской области. Входит в состав сельского поселения Старое Усманово.

## География
Находится в 3 километрах южнее от трассы М5 «Урал», в 3 километрах восточнее от административного центра, села Старое Усманово и в 9 километрах западнее от трассы Р246. Ближайшие железнодорожные станции — разъезд Маклауш и станция Клявлино.

## Население
| 2010 |
| ---- |
| 355  |

## Уличная сеть
Село состоит из 5 улиц:
- ул. Лесная,
- ул. Садовая,
- ул. Сухоречка,
- ул. Центральная,
- ул. Школьная.